# Santa Rosa do Piauí
Santa Rosa do Piauí är en kommun i Brasilien.   Den ligger i delstaten Piauí, i den östra delen av landet, 1 200 km nordost om huvudstaden Brasília. Antalet invånare är 5 149.
Omgivningarna runt Santa Rosa do Piauí är huvudsakligen savann. Runt Santa Rosa do Piauí är det glesbefolkat, med 13 invånare per kvadratkilometer.